# Heinrich Krabbe
Oluf Johan Heinrich Krabbe (23. marts 1820 i Aalborg – 22. juni 1883 i København) var en dansk officer og kammerherre.
Han var søn af major Carl Frederik Krabbe (1793-1849), der faldt i Treårskrigen, og Bente Kirstine Kruuse (1801-1870). Krabbe gik også militærvejen og blev officer, deltog i krigen 1864, blev efter slaget ved Dybbøl fremhævet i dagsbefalingen, blev 1867 oberst og chef for 4. Bataljon og fik 1882 afsked og blev samme år udnævnt til kammerherre. Han blev Ridder af Dannebrogordenen 6. oktober 1850, Dannebrogsmand 27. juni 1864 og Kommandør af 2. grad 5. februar 1880. Han bar også Erindringsmedaljen for Krigen 1864.
Krabbe var først gift med Maria Fransisca Wessel (23. juni 1824 i Helsingør - 9. oktober 1850), datter af toldkontrollør Christian Gerhard Wessel og Emilie Christine Ducke, og anden gang (10. september 1852 i Gentofte Kirke) med Anna Dorothea Kiellerup (14. februar 1830 på St. Thomas - 20. marts 1886 i København), datter af byfoged på St. Thomas, konferensråd Anders Kiellerup og Almira Linde.
Sidstnævnte stiftede ved testamente af 26. oktober 1883 et legat på 30.000 kr. til fordel for trængende enker og ugifte døtre af Hærens officerer, samt et på 8.000 kr. fortrinsvis til døvstumme kvinder af embedsstanden.